# ۱۴۵۰ (میلادی)
۱۴۵۰ (میلادی) هزارو چهارصد و پنجاهمین سال تقویم میلادی است.

## رویدادها
== زادگان ==مه خر ته خی

## درگذشتگان
‎